# Doris Lee
Doris Emrick Lee (* 1. Februar 1905 in Aledo (Illinois); † 16. Juni 1983 in Clearwater (Florida)) war eine US-amerikanische Malerin.

## Werdegang
Sie graduierte 1927 am Rockford College und 1929 am Kansas City Art Institute. 1930 besuchte sie die California School of Fine Arts in San Francisco. 1935 erhielt ihr Gemälde „Thanksgiving Dinner“ den alljährlich vergebenen Logan Prize des Art Institute of Chicago. Als Vertragskünstlerin der Works Progress Administration gestaltete sie während der Periode des New Deal mehrere großflächige Wandgemälde, darunter eines im Hauptpostamt von Washington, D.C. im Stil eines volkstümlichen Realismus. 1937 erwarb das Metropolitan Museum of Art ihr Gemälde Catastrophe 1936.
Lee lehrte an der Michigan State University und in Colorado Springs im Fine Art Center. Sie arbeitete auch als Zeitschriften- und Buchillustratorin. Doris Lees Nachlass befindet sich im National Museum of Women in the Arts.